# St. Kilian und Maria Magdalena (Augsfeld)

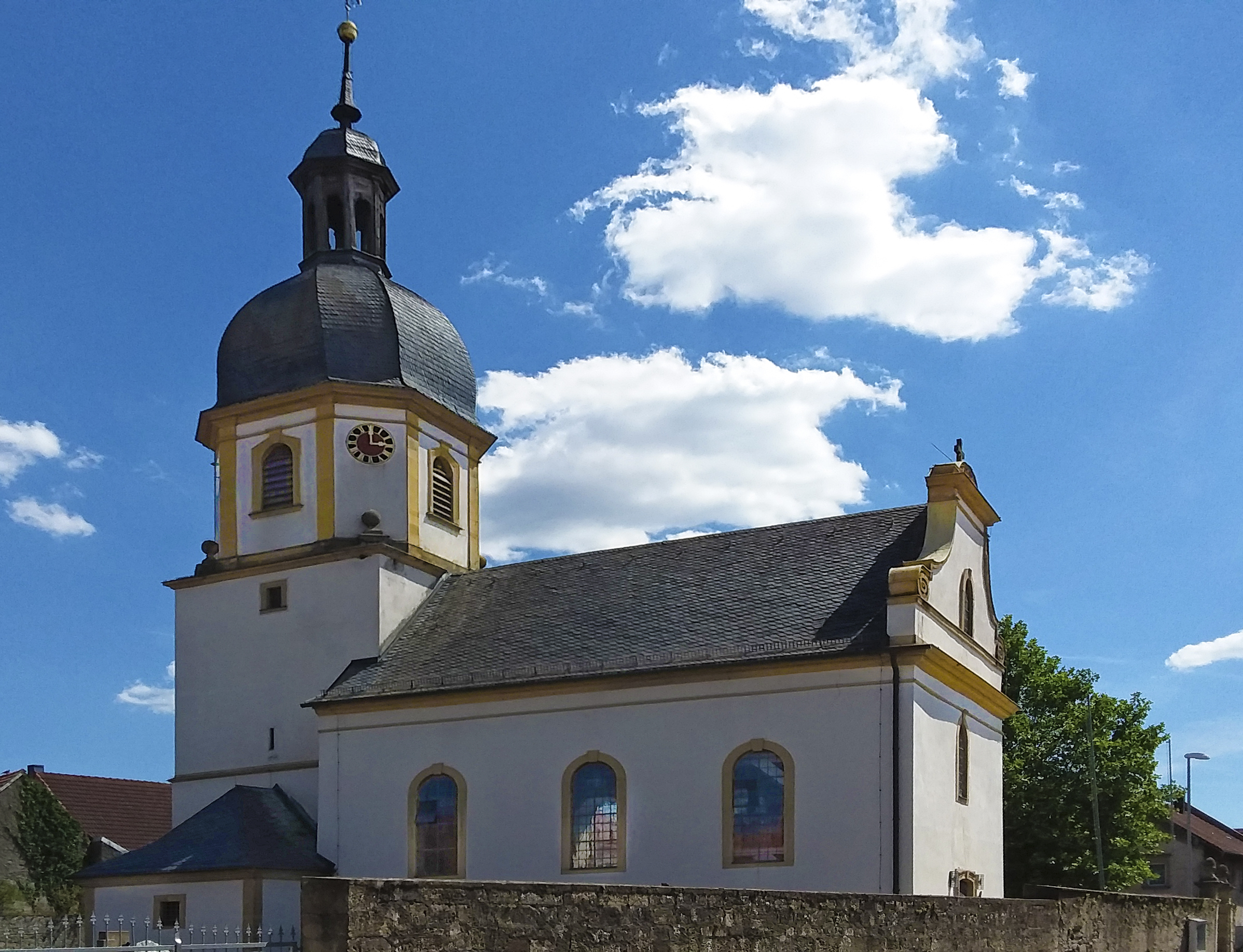
St. Kilian und Maria Magdalena (Augsfeld)

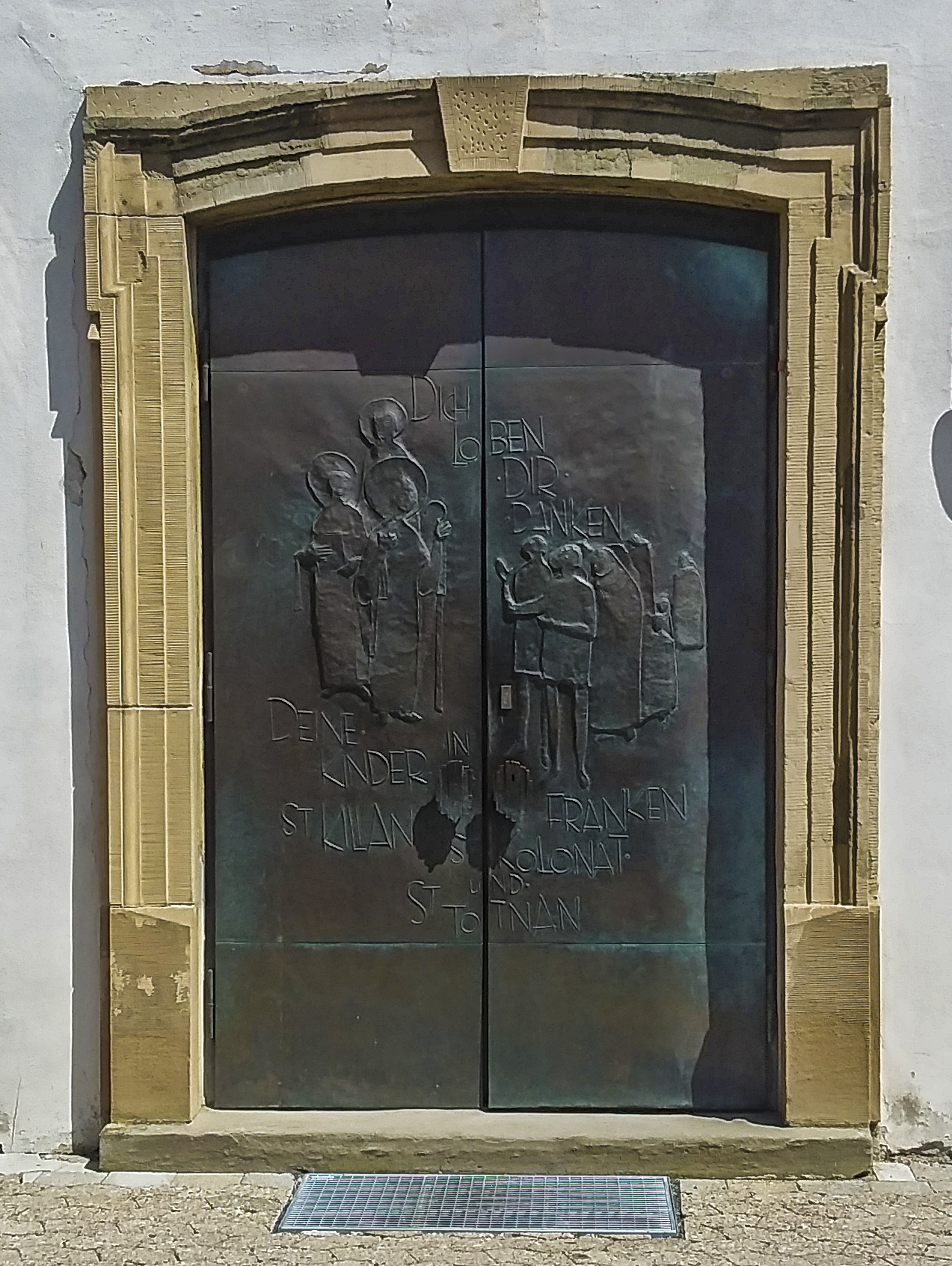
Die Eingangstür zur Kirche

Die römisch-katholische Pfarrkirche St. Kilian und Maria Magdalena ist ein Kirchengebäude in Augsfeld, einem Gemeindeteil der Stadt Haßfurt im unterfränkischen Landkreis Haßberge in Bayern. Der Chorturm des denkmalgeschützten Bauwerks entstand 1736/37 nach Plänen des Haßfurter Baumeisters Simon Süß. Die Kirche gehört zur Pfarreiengemeinschaft St. Kilian im Dekanat Haßberge des Bistums Würzburg.

## Beschreibung
Die barocke Saalkirche wurde im zweiten Viertel des 18. Jahrhunderts gebaut. Der Chorturm auf quadratischem Grundriss im Osten wurde bereits 1736/37 errichtet. Sein achteckiges oberstes Geschoss beherbergt die Turmuhr und den Glockenstuhl. Darauf sitzt eine welsche Haube. Die Fassade im Westen trägt einen Schweifgiebel. Das dreiachsige Langhaus wurde 1750 an den Chorturm gebaut.
Die mit Stuck umrahmten Fresken an der Decke, die Bilder des Altars und die Kreuzwegstationen stammen von Johann Peter Herrlein. Die Altäre, den Beichtstuhl und die Kanzel schufen der Bildhauer Johann Georg Moritz und sein Sohn Johann Caspar. Die Orgel mit zwölf Registern und einem Manual wurde 1823 von Johann Kirchner gebaut.